# Elise Bürger

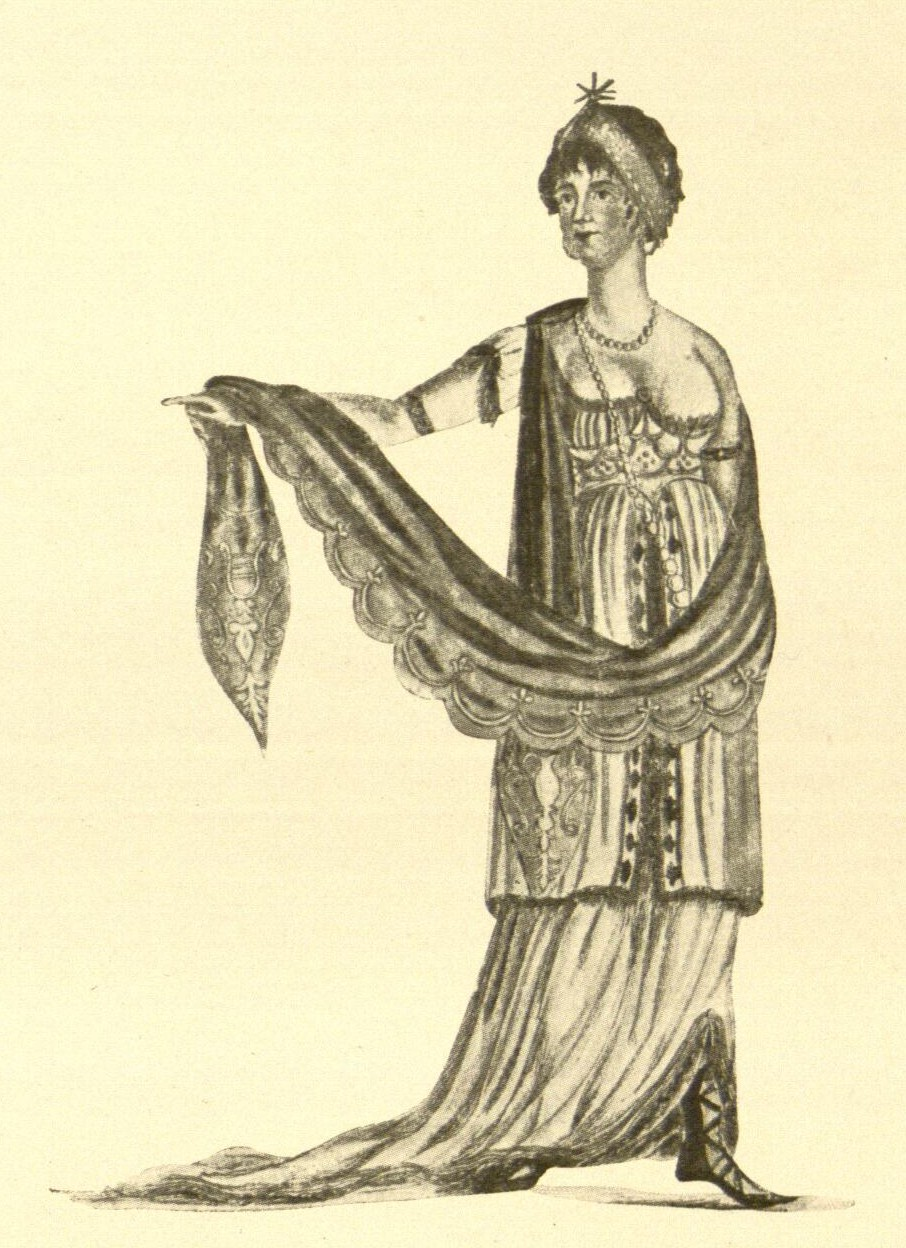
Elise Bürger um 1805 als Cleopatra in August von Kotzebues Octavia.

Marie Christiane Elisabeth „Elise“ Bürger, geborene Hahn (* 19. November 1769 in Stuttgart; † 24. November 1833 in Frankfurt am Main), war eine deutsche Schriftstellerin und Schauspielerin. Sie veröffentlichte ihre Werke auch anonym und unter dem Pseudonym Theodora, Pilgerin nach dem Heimatlande. Im Jahr 1790 wurde sie die dritte Ehefrau des Schriftstellers Gottfried August Bürger.

## Leben
Elise Bürger wurde als Tochter des Christoph Eberhard Hahn und der Christiane Elisabeth Aschoff in Stuttgart geboren. Sie begeisterte sich für die Dichtung Gottfried August Bürgers und schrieb ihm im Alter von 20 Jahren 1789 ein 13-strophiges Gedicht, worin sie Bürger ihre Liebe erklärt und ihn bittet, ihr Mann zu werden. So schrieb sie unter anderem:
Mein Auge sah von dir sonst nichts,
Als nur die Abschrift des Gedichts,
Und dennoch – lieb’ ich dich!
Denn deine Seele, fromm und gut,
Und deiner Lieder Kraft und Muth
Entzückten mich.
[...]
Denn träten tausend Freier her,
Und böthen Säcke Goldes schwer,
Und du begehrtest mein:
Dir weigert’ ich nicht Herz noch Hand;
Selbst um mein liebes Vaterland
Tauscht’ ich dich ein.
Obwohl Bürger das Gedicht zuerst als Scherz auffasste, antwortete er ihr auf Anraten seiner Freunde ebenso im fünfstrophigen Gedicht An Elise.
Was singt mir dort aus Myrtenhecken,
Im Ton der liebevollen Braut?
Mein Herz vernimmt mit süßem Schrecken
Den unerhörten Schmeichellaut.
O Stimme, willst du mich nur necken,
Und lachend den Betrug entdecken,
So bald das eitle Herz dir traut ...
Es entstand ein Briefwechsel, in dessen Folge Bürger in einem denkwürdigen Brief sein bisheriges Leben ohne Schleier darstellte.
Bürger reiste in den Osterferien 1790 nach Stuttgart und führte im Oktober 1790 sein „Schwabenmädchen“ Elise Bürger zum Altar. Es war Bürgers dritte Ehe, die sich jedoch bald als unglücklich erwies. Obwohl am 1. August 1791 der gemeinsame Sohn Agathon zur Welt kam, betrog Elise Bürger ihren Mann seit Beginn der Ehe. Sie galt als verschwenderisch, rechthaberisch und zerstreuungssüchtig, während sie sich von Bürger nur als „Putzmamsell“ ausgenutzt fühlte. Bei einem ihrer Liebesabenteuer wurde sie von Bürger, der sie durch ein zuvor gebohrtes Türloch beobachtete, gestellt. Er presste seiner Frau daraufhin sowohl ein schriftliches Schuldeingeständnis ab als auch eine Erklärung, wonach sie auf finanziellen Scheidungsausgleich zu verzichten hatte. Zudem legte er ihr das Verbot auf, jemals wieder zu heiraten.
Elise Bürger verließ das Haus im Februar 1792 und wurde am 31. März gerichtlich von ihm geschieden. Sie ging kurz nach der Scheidung ans Theater und trat bereits im Oktober 1792 als Lady Milford in Altona auf. Bürgers damaliger Kollege Carl Ludwig Costenoble schreibt im Juli 1798 in seinem Tagebuch:

„Elise Bürger war die Majorin Selting. Ich überzeuge mich bey jeder von dieser Frau gegebenen Rolle, daß sie keinen eigentlichen Beruf zur Schauspielkunst hat. Ihr ganzes Wesen ist Ziererey und eine abscheuliche Unnatur.“

Weitere Stationen waren Hamburg, 1799 Hannover und 1804 bis 1807 das königlich sächsische Hoftheater in Dresden. Zwischen 1808 und 1810 tourte sie durch Europa (u. a. Wien, München, Augsburg):

„Einen hohen Genuß giebt es dem Freunde der schönen Künste, die verwittibte Frau Prof. Bürger deklamiren zu hören. Es ist nicht möglich, die Werke deutscher Dichtkunst schöner vorzutragen, als diese Meisterin es vermag. Wer auf Geschmack und Gefühl Anspruch macht, der wird, wenn er Gelegenheit hat, gewiß nicht versäumen, sie zu hören.“

Die Augsburger Tageszeitung gibt auch einen Einblick in ihr damaliges Repertoire, die Länge ihres Programms und ihre Einnahmen:

„Die Unterzeichnete kündigt dem hiesigen verehrten Publikum eine große musikalisch=deklamatorische Akademie zum Mittwoch den 17. Febr. im hochfürstl. Fuggerischen Saale an. Sie wird folgende Gedichte in derselben vortragen: Von Schiller: Das Lied von der Glocke, die Worte des Glaubens und die Worte des Wahns, Refiguration, der Taucher und die Bürgschaft. Von Bürger: Das Lied vom braven Mann, die Weiber von Weinsberg, der Kaiser und der Abt. Da sie auf ihrer Durchreise nur diese einzige Deklamation geben wird, so ladet sie alle Freunde und Gönner der Kunst ein, sich gütigst einzufinden, und hofft ihrem Vertrauen zu entsprechen. Billets zu 1 fl. 12 kr. sind täglich in der [Goldenen] Traube zu bekommen. Der Anfang ist um 6 Uhr, das Ende nach 8 Uhr. Elise Bürger, gebohrne Hahn, verwittibte Professorin.“

Im Jahr 1810 spielte sie in Berlin, vier Jahre später in München und durchreiste Deutschland später erneut als Deklamatrice und plastisch-mimische Darstellerin.
Seit 1799 war Elise Bürger auch als Schriftstellerin erfolgreich und verfasste Dramen, Romane und Gedichte. Sie schrieb auch für Zeitungen. Im Alter erblindete Elise Bürger völlig und starb 1833 in Frankfurt am Main.
Elise Bürger war in ihrer Jugend mit der Großmutter der Schriftstellerin Ottilie Wildermuth eng befreundet. Wildermuth verarbeitete diese Freundschaft in ihrer 1850 erstmals erschienenen Erzählung Das Dörtchen von Rebenbach.

## Werke
- Adelheit, Gräfin von Teck. Ritterschauspiel in 5 Akten. Buchhandlung der Verlagsgesellschaft, Hamburg und Altona 1799. (Digitalisat)
- Schein und Wahrheit. Eine dialogisierte Geschichte. Hannover 1799.[9]
- Irrgaenge des weiblichen Herzens. Buchhandlung der neuen Verlagsgesellschaft, Hamburg und Altona 1799. (Digitalisat)
- Das Bouquet. (in Sämtliche theatralische Werke, 1801)
- Die Heiratslustigen (in Sämtliche theatralische Werke, 1801)
- Die Überraschung. Familiengemählde in 1 Acte. Als Prolog zum Geburtstage Sr. Majestät der Königinn Charlotte. Pickwitz, Hannover 1801. (Digitalisat)
- Ueber meinen Aufenthalt in Hannover gegen den ungenannten Verfasser der Schicksale einer theatralischen Abentheuerin. Altona 1801. (Digitalisat)
- Mein Taschenbuch. Den Freundlichen meines Geschlechts geweiht. 2 Bände. Friese, Pirna 1809
- Gedichte. Als erster Band ihrer Gedichte, Reise-Blätter, Kunst- und Lebensansichten. Müller, Hamburg 1812. (Digitalisat)
- Lieder, am Rhein gedichtet und Teutschlands Befreiern gewidmet. Im November 1813. (Digitalisat)
- Lieder, dem heiligen Kriege für die Rettung der Völker gesungen. 1814. (Digitalisat)
- Klara von Montalban. Drama in 5 Akten nach Frau von Genlis aus dem Zeitalter Ludwigs des 13ten  1818.[10]
- Die schwäbische Bäuerin. (o. J., UA 1819)[11]
- Die antike Statue aus Florenz. Scherzspiel aus den im Besitze der Frankfurter Stadtbibliothek befindlichen unveröffentlichten Elise Bürger-Manuskripten. Hauserpresse, Frankfurt 1929.
- Der Traum meines Lebens. Gedicht. (o. J.)[12] (Google-Digitalisat)